# Uğur Pamuk
Uğur Pamuk (Bielefeld, 26 giugno 1989) è un calciatore azero, attaccante dell'Avenwedde.

## Carriera

### Club
Ha giocato nella massima serie del proprio paese con le maglie di Sumqayıt e Xəzər-Lənkəran, totalizzando oltre novanta presenze tra il 2011 e il 2016.
Prima e dopo l'esperienza in patria ha giocato nelle serie inferiori tedesche e turche.

### Nazionale
Il 30 maggio 2012 debutta con la nazionale azera in un incontro giocato in casa della nazionale andorrana e conclusosi sullo 0-0, entrando nell'ultimo quarto di gara al posto di Vüqar Nadirov.

## Statistiche

### Cronologia presenze e reti in nazionale
| Cronologia completa delle presenze e delle reti in nazionale ― Azerbaigian | Cronologia completa delle presenze e delle reti in nazionale ― Azerbaigian | Cronologia completa delle presenze e delle reti in nazionale ― Azerbaigian | Cronologia completa delle presenze e delle reti in nazionale ― Azerbaigian | Cronologia completa delle presenze e delle reti in nazionale ― Azerbaigian | Cronologia completa delle presenze e delle reti in nazionale ― Azerbaigian | Cronologia completa delle presenze e delle reti in nazionale ― Azerbaigian | Cronologia completa delle presenze e delle reti in nazionale ― Azerbaigian |
| Data                                                                       | Città                                                                      | In casa                                                                    | Risultato                                                                  | Ospiti                                                                     | Competizione                                                               | Reti                                                                       | Note                                                                       |
| -------------------------------------------------------------------------- | -------------------------------------------------------------------------- | -------------------------------------------------------------------------- | -------------------------------------------------------------------------- | -------------------------------------------------------------------------- | -------------------------------------------------------------------------- | -------------------------------------------------------------------------- | -------------------------------------------------------------------------- |
| 30-5-2012                                                                  | Kelsterbach                                                                | Andorra                                                                    | 0 – 0                                                                      | Azerbaigian                                                                | Amichevole                                                                 | -                                                                          | 70’                                                                        |
| Totale                                                                     |                                                                            | Presenze                                                                   | 1                                                                          |                                                                            | Reti                                                                       | 0                                                                          |                                                                            |

## Palmarès

### Club

#### Competizioni nazionali
- Supercoppa d'Azerbaigian: 1

Xəzər-Lənkəran: 2013